# Нуллор

Обозначение нуллора (уравновешенного)

Нуллор — идеальный аномальный четырёхполюсник, у которого входные ток и напряжение равны нулю, величины выходных тока и напряжения могут принимать произвольные, взаимно независимые значения. Входное сопротивление нуллора равно нулю, а выходное — бесконечности.

## Эквивалентное представление
Нуллор можно представить как соединение нуллатора (двухполюсник с нулевым током и напряжением) на входе и норатора (двухполюсника с взаимно независимыми током и напряжением) на выходе, т. о. комбинация «нуллатор — норатор» является схемой замещения нуллора.

## Математическое представление
Нуллор формально может быть представлен следующей матрицей:
{\displaystyle {\begin{pmatrix}U_{1}\\I_{1}\end{pmatrix}}={\begin{pmatrix}0&0\\0&0\end{pmatrix}}{\begin{pmatrix}U_{2}\\I_{2}\end{pmatrix}}}

## Разновидности
Различаются уравновешенный и неуравновешенный нуллор.
- Неуравновешенный нуллор имеет общий вывод для входной и выходной цепи.
- Уравновешенный нуллор имеет раздельные входные и выходные выводы.

## Реализация
Теоретически нуллор может быть создан усилителем, охваченным отрицательной обратной связью по току.
- Нуллор эквивалентен идеальному биполярному транзистору при (1-α)rк, rб, rэ = 0 (пренебрежимо малое изменение дифференциального сопротивления коллекторного перехода от тока эмиттера и сопротивления базы и эмиттера), а rк (дифференциальное сопротивление коллектора) стремится к бесконечности.
- Нуллор эквивалентен идеальному полевому транзистору (ламповому триоду) при 1/S = 0 (величина, обратная крутизне характеристики), а Ri (внутреннее сопротивление) стремится к бесконечности.
- Нуллор может быть представлен идеальным операционным усилителем, поскольку у последнего (как и нуллора) входные ток и напряжение равны нулю, выходные могут принимать произвольные значения, а коэффициент усиления μ равен бесконечности.

## Свойства
Входы нуллора нельзя закорачивать, хотя они являются эквипотенциальными (по определению), также нельзя разрывать входную цепь, хотя входной ток равен нулю. Нуллор как аномальный элемент не может быть рассчитан с помощью закона Ома, но подчиняется правилам Кирхгофа, что и применяется для расчётов.

## История
Впервые аномальный элемент с нулевыми входными током и напряжением и ненулевыми выходными (как усилитель на идеальном триоде) был рассмотрен Б. Д. Г. Теллегеном в 1948 г. в своей работе, позже Дж. Карлин ввёл название для этого элемента — «нуллор», а также первым предложил его графическое изображение. Затем Я. Брауном в 1965 г. и несколько позже А. Г. Дэвисом (англ. A. G. Davies) был введён ориентированный нуллор.

## Применение
Нуллор применяется для анализа и синтеза электрических цепей.